# Telecomunicações de Mato Grosso do Sul
Telecomunicações de Mato Grosso do Sul S/A (TELEMS) foi a empresa operadora de telefonia do sistema Telebras no estado de Mato Grosso do Sul antes do processo de privatização em julho de 1998.

## História
Foi criada em 1986, através do processo de cisão da Telemat, que operava nos dois estados. A cisão foi consumada em outubro de 1987. Até então a Telemat tinha 155 mil terminais, ficando após o processo com 60 mil terminais e a Telems com 95 mil terminais.
Com a privatização em julho de 1998, todas as operações na telefonia fixa foram absorvidas pela Brasil Telecom. A subsidiária Brasil Telecom GSM iniciou o serviço de telefonia celular em 2004. A partir do dia 17 de maio de 2009 a empresa adota o nome fantasia Oi usado pela Telemar Norte Leste S.A., nome usado nos dias atuais.